# チェ・ミンジョン
チェ・ミンジョン（Choi Min-jeong、최민정、崔珉禎、1998年9月9日 - ）は、韓国のショートトラックスピードスケート選手。
2018年平昌オリンピックのショートトラックスピードスケート競技1500mで韓国女子代表として初の金メダルを獲得。同種目の世界記録保持者である。身長164cm、体重54kg。ギャラクシアSM所属。

## 経歴
京畿道の城南市生まれの6人家族。6歳のときに、父が冬休みに趣味として勧めたことがきっかけで、スケートを始める。小学3年生から本格的に選手の道を歩み始める。プライベートのコーチの勧めに従って、ソウル恵化小学校から城南市の毎分小学校に転校した。
ロシアのモスクワで行われた2015年世界ショートトラックスピードスケート選手権において、1500mで銅メダル、500mで4位、1000mと3000mスーパーファイナルでそれぞれ金メダルを獲得し、個人総合優勝を達成し、一躍脚光を浴びる。同大会の3000mリレーでも金メダルを獲得し、総合優勝も達成する。翌年の2016年世界選手権で2連覇を達成して常勝街道を走り始める。
シム・ソッキと共に自国で行われるオリンピック期待の星として認識される。2017年2月に彼女は自分が育ってきた城南市の城南市役所氷上団に2年契約で入団。元々は延世大学で選手活動をする予定だったが、城南市役所氷上団で実勢経験を積むことにした。同月開かれた2017年アジア冬季競技大会では1500mと3000mリレーで金、1000mで銀メダルを獲得した。
しかし3連覇を狙っていたオランダのロッテルダムでの2017年世界選手権では不運にも、1500mの決勝進出を逃し、1000mと500mではおいて相次いで失格判定を受け、国内で個人総合6位に後退し、この大会での2018年平昌オリンピック出場決定はならなかった。幸いなことにその後、国家代表選抜で1位を取り、参加資格を得る。同年のISUショートトラックスピードスケート・ワールドカップ1次大会にて4冠、2次大会では1500m金メダルを取って、韓国ショートトラック界不動のエースとしての地位を固めた。
2018年平昌オリンピックのショートトラックスピードスケート競技1500mにて、2分24秒948の記録で韓国に初の金メダルをもたらした。また、3000mリレーにおいても金メダルを獲得した。

## 学歴
- 毎分小学校卒業
- ソヒョン中学校卒業
- ソヒョン高校卒業
- 延世大学校在学中

## 人物・エピソード
- 感情が表れない無表情な顔で相手選手を抜く姿から、『氷の女王』と呼ばれている。また、自身のことを「愛嬌がない方」と言っており、かわいいポーズでの撮影後も「鳥肌が立ちそう」と照れた[3]。
- 爆発的なスパートで相手を追い越すのが武器で、追い越すのが難しい外側から相手を抜くことを得意としている。チェ・ミンジョンは「他の人は外側の追い越しが難しいというが、私は内側より外側がはるかにやりやすい。体のコンタクトが弱いので、後ろから追い越すのがいい。練習する時もラストスパートに集中している」と説明している[3]。
- 几帳面な性格で、練習の内容を毎晩日誌に書いている[3]。また、母の誕生日や親の日には、いつもケーキと花のプレゼントを忘れない[10]。高校3年のときの担任は、チェ・ミンジョンについて「いつも制服を端正に着込んでいた生徒」と述べている[10]。
- 人生の目標を聞かれた際には、「もっと謙虚で正しい人になりたいです」と述べている[10]。